# Westward Ho!
Westward Ho! è un paese del Devon, in Inghilterra. È una località balneare a vocazione turistica, affacciata sul Mare Celtico.

## Toponimo
La località è nota per il suo insolito toponimo. Il nome del villaggio deriva dal titolo del romanzo di Charles Kingsley Westward Ho! del 1855, ambientato nella vicina Bideford. Il libro fu un bestseller e gli imprenditori locali videro nella scelta del nome l'opportunità di sviluppare il turismo nella zona. Nel 1863 vi fu fondato un hotel con il nome di Westward Ho!-tel, e in seguito allo sviluppo del luogo anche le altre costruzioni furono accomunate sotto il nome di Westward Ho!. La località è l'unica con il punto esclamativo nel nome nel Regno Unito, ma condivide questa particolarità con la località canadese di Saint-Louis-du-Ha! Ha!. Nell'album "Massive Letdown" della band inglese Half Man Half Biscuit, una canzone ha il nome della località.

## Amministrazione

### Gemellaggi
- Mondeville, Francia
- Büddenstedt, Germania